# Brian Gleeson
Brian Gleeson (n. 14 de noviembre de 1987, Dublín) es un actor irlandés de cine y televisión. Es principalmente conocido por su papel como Hughie en la serie de RTÉ One Love/Hate y como Jimmy McCavern en Peaky Blinders.

## Biografía
Gleeson nació en Dublín, hijo del actor Brendan Gleeson y su esposa Mary (Weldon), y es hermano del actor Domhnall Gleeson y el escritor Rory Gleeson. Creció en Malahide, Dublín. Cuando era niño, apareció en obras de teatro escolares, antes de unirse a la Gaiety's Youth Theatre Company.

## Carrera profesional
Gleeson comenzó a actuar en 2006, apareciendo por primera vez junto a su padre en The Tiger's Tail dirigida por John Boorman, que se filmó el año en que completó el Certificado Leaving. En 2010, Gleeson apareció como Hughie en las dos primeras temporadas de Love/Hate, y obtuvo una nominación en los premios de la Academia de cine y televisión irlandesa al mejor actor secundario por el papel. También apareció en la película de Hollywood The Eagle. Apareció en la película nominada al Premio Óscar 2012 Snow White and the Huntsman.
Posteriormente interpretó un papel principal en Standby junto a Jessica Paré en 2014. El mismo año, filmó Tiger Raid, basado en la Guerra de Irak, en Jordania. Junto con su padre Brendan y su hermano Domhnall, Gleeson apareció en la obra de Enda Walsh The Walworth Farce a principios de 2015. Interpretó a Jimmy en la serie dramática irlandesa de 2016 Rebellion, basada en el Alzamiento de Pascua de 1916. En 2019 interpretó al hombre del Ulster Jimmy McCavern en la serie de la BBC Peaky Blinders.

## Filmografía
| Año  | Título                       | Papel            | Notas      |
| ---- | ---------------------------- | ---------------- | ---------- |
| 2006 | The Tiger's Tail             | Connor O'Leary   |            |
| 2009 | What Will Survive of Us      | John             | Corto      |
| 2010 | Noreen                       | Frank Sheehan    | Corto      |
| 2010 | Wake Wood                    | Martin O'Shea    |            |
| 2011 | The Eagle                    | Traveller #1     |            |
| 2012 | Snow White and the Huntsman  | Gus              |            |
| 2013 | Coda                         |                  | Corto; voz |
| 2013 | How to Be Happy              | Cormac           |            |
| 2013 | Life's a Breeze              | Hawk Man         |            |
| 2013 | The Stag                     | Simon            |            |
| 2013 | Stay                         | Liam Meehan      |            |
| 2014 | Darkness on the Edge of Town | Virgil O'Riley   |            |
| 2014 | Serious Swimmers             | Justin           | Corto      |
| 2014 | Standby                      | Alan             |            |
| 2015 | Black River                  |                  |            |
| 2016 | Tiger Raid                   | Joe              |            |
| 2016 | History's Future             | Conductor        |            |
| 2016 | Assassin's Creed             | Young Joseph     | [ 1 ]      |
| 2017 | Logan Lucky                  | Sam Bang         |            |
| 2017 | Mother!                      | Hermano pequeño  |            |
| 2017 | Phantom Thread               | Dr. Robert Hardy |            |
| 2019 | Hellboy                      | Merlin           |            |

| Año       | Título                 | Papel          | Notas            |
| --------- | ---------------------- | -------------- | ---------------- |
| 2007      | Trouble in Paradise    | Randy Little   | 2 episodios      |
| 2007-2009 | Single-Handed          | Cathal         | 7 episodios      |
| 2010      | Love/Hate              | Hughie Power   | 4 episodios      |
| 2011      | Primeval               | Ray Lennon     | 1 episodio       |
| 2012      | Immaturity for Charity | Various        | Telefilme        |
| 2014      | Quirke                 | Sinclair       | 3 episodios      |
| 2015      | Stonemouth             | Powell Imrie   | 2 episodios      |
| 2016      | Rebellion              | Jimmy Mahon    | 5 episodios      |
| 2018      | Taken Down             | Wayne Deevy    | 6 episodios      |
| 2018      | The Bisexual           | Gabe           | 6 episodios      |
| 2019      | Resistance             | Jimmy Mahon    | 5 episodios      |
| 2019      | Peaky Blinders         | Jimmy McCavern | Quinta temporada |
| 2021      | Frank of Ireland       | Frank          |                  |

## Premios y nominaciones
| Año  | Premio                           | Categoría                            | Resultado | Obra      |
| ---- | -------------------------------- | ------------------------------------ | --------- | --------- |
| 2011 | Irish Film and Television Awards | Mejor actor de reparto en televisión | Nominado  | Love/Hate |